# Schelmberg
Schelmberg (česky doslovně Šprýmařův či Čtverákův vrch) je 503 m vysoký vrch na území města Neustadt in Sachsen (místní část Langburkersdorf) v zemském okrese Saské Švýcarsko-Východní Krušné hory v Sasku.

## Charakteristika
Vrch leží v německé části Šluknovské pahorkatiny (Lausitzer Bergland) a její mesogeochoře Západní hornolužická vrchovina (Westliches Oberlausitzer Bergland). Geologické podloží tvoří drobnozrnný dvojslídý hybridní granodiorit. Převládajícím půdním typem je podzolová kambizem, na severním a západním svahu jsou pak zastoupeny kambizem, erodovaná parakambizem a pseudoglej. Na západním svahu pramení Folgenbach, na severním svahu pak ve studánce zvané E.-Born pramení bezejmenný přítok Lohbachu a při východním až jižním úpatí protéká Laubbach. Celý Schelmberg tak náleží k povodí Polenze a k úmoří Severního moře. Schelmberg je téměř celý zalesněný jehličnatým lesem s převahou smrku ztepilého (Picea abies) a je součástí lesní oblasti Hohwald. Vrch leží v chráněné krajinné oblasti Oberlausitzer Bergland. Přes jižní až východní svah vede zemská silnice S 154 ve směru Neustadt in Sachsen a Steinigtwolmsdorf. Jižním svahem prochází modrá a červená turistická stezka.